# The Counter Jumper
Pour plus de détails, voir Fiche technique et Distribution.
The Counter Jumper  est un film muet américain réalisé par Larry Semon, sorti en 1922, dans lequel Oliver Hardy est l'un des interprètes.

## Fiche technique
- Titre : The Counter Jumper
- Réalisation : Larry Semon
- Assistant-réalisateur : Joe Basil
- Scénario :  Larry Semon
- Photographie : Reginald Lyons, Hans F. Koenekamp (en) (non crédité)
- Montage : A.A. Jordan, Larry Semon
- Direction artistique : Earl Olin
- Présentateur : Albert E. Smith
- Producteur : Larry Semon
- Société de production : Vitagraph Company of America, Larry Semon Productions
- Société de distribution : Vitagraph Company of America
- Pays de production :  États-Unis
- Langue : film muet avec les intertitres en anglais
- Métrage : 600 m
- Format : Noir et blanc — 35 mm — 1,33:1 — Muet
- Genre : Comédie
- Durée : 20 minutes
- Dates de sortie :
  - États-Unis : 9 décembre 1922
  - Allemagne : 24 août 1926

## Distribution
- Larry Semon : Larry, le Counter Jumper
- Lucille Carlisle : Glorietta Hope
- Oliver Hardy : Gaston Gilligan
- Spencer Bell : A Clerk
- Eva Thatcher :
- Jack Duffy (en) :
- William McCall : le père de Glorietta
- Reginald Lyons :
- James Donnelly :
- William Hauber (non crédité)
- Joe Rock (non crédité)
- Al Thompson :